# 너와 함께라면 (So Beautiful)
《너와 함께라면 (So Beautiful)》은 2016년 12월 12일 발매된 SF9의 스페셜 디지털 싱글이다.

## 수록곡
| 트랙 | 곡                                     | 곡                                     | 곡                                     |
| 트랙 | 작사                                   | 작곡                                   | 편곡                                   |
| 01   | 너와 함께라면 (So Beautiful)(타이틀곡) | 너와 함께라면 (So Beautiful)(타이틀곡) | 너와 함께라면 (So Beautiful)(타이틀곡) |
| 01   | 김재양                                 | 한승훈                                 | CR KIM, 고진영, 한승훈                 |
| 02   | 너와 함께라면 (So Beautiful)           | 너와 함께라면 (So Beautiful)           | 너와 함께라면 (So Beautiful)           |
| 02   |                                        | 한승훈                                 | CR KIM, 고진영, 한승훈                 |

## 너와 함께라면 (So Beautiful)
'너와 함께라면(So Beautiful)'은 겨울의 설렘을 느낄 수 있는 밝고 경쾌한 리듬의 윈터송이다. 웹 드라마 ‘클릭 유어 하트’ OST로 먼저 선보였던 ‘너와 함께라면’을 재 편곡했다. 사랑을 시작하는 설레는 마음과 두근거림이 가득 담겨있어 SF9의 새로운 매력을 느낄 수 있는 곡이며 멤버들의 풋풋하면서도 감미로운 보컬은 곡을 한층 더 행복하고 따뜻하게 만든다.

## 여담
- SF9이 데뷔 전 출연했던 웹 드라마 클릭 유어 하트 OST로 먼저 선보였던 곡을 편곡해 발매한 곡이다.
- 래퍼 라인은 참여하지 않았다.